# 白河駅 (吉林省)
白河駅 (はくがえき、中国語: 白河站) は、中華人民共和国吉林省延辺朝鮮族自治州安図県二道白河鎮（二道白河镇）にあった白和線と渾白線の駅である。
2021年に敦白旅客専用線（敦化市 - 白河市）で開通して近くに長白山駅ができたため、白河駅での旅客サービスはほぼ中止になった。